# David Lafata
David Lafata (České Budějovice, 18 settembre 1981) è un ex calciatore ceco, di ruolo attaccante.
È il miglior marcatore nella storia del campionato ceco, con 195 reti, avendo vinto il titolo di capocannoniere del torneo in sei occasioni (2010-2011, 2011-2012, 2012-2013, 2014-2015, 2015-2016 e 2016-2017). Calciatore ceco dell'anno nel 2014, con i club ha vinto, tra le altre competizioni, una Coppa d'Austria con l'Austria Vienna (2006-2007) e un campionato ceco con lo Sparta Praga (2013-2014).

## Carriera

### Club

#### I primi anni e le esperienze all'estero
Nasce a České Budějovice. A 8 anni è già nelle giovanili del JZD Olešník. Tre anni dopo entra nelle giovanili della České Budějovice JCE e debutta in prima squadra nel 1999. Gioca 17 partite di campionato senza realizzare alcuna rete. Nel successivo torneo, Lafata gioca 12 partite ma non trova la via del gol neanche in questa stagione. La squadra retrocede in Druhá Liga, seconda divisione del calcio ceco.
In Druhà Liga, Lafata riesce a sbloccarsi realizzando 7 reti in 14 incontri. Nonostante queste prestazioni viene ceduto in prestito nel 2002 al Vysočina Jihlava, squadra nella quale realizza una rete in 5 presenze. A fine stagione la Dynamo torna in massima divisione. Lafata realizza 8 marcature in 26 partite nella 1. liga 2002-2003, contribuendo alla salvezza del club. Nell'annata seguente, sigla 14 gol. Nel maggio 2005 la Dynamo retrocede nuovamente in seconda categoria.
Lafata decide di trasferirsi in Grecia firmando con lo Skoda Xanthī, squadra di prima divisione: gioca 9 match di campionato senza segnare. Nel gennaio 2006 torna in patria e si accorda con lo Jablonec: in due mezze stagioni segna 11 gol in 31 incontri di campionato, prima di passare in Austria nel gennaio 2007.
Il 31 gennaio 2007 è acquistato dall'Austria Vienna. Nella prima stagione realizza una sola rete in 13 partite di Bundesliga austriaca. In questa stagione vince la coppa nazionale, segnando un gol nella finale vinta per 2-1 contro il Mattersburg. Nel campionato 2008 va a segno 5 volte in 22 presenze. Nella stessa stagione, debutta in Europa giocando la Coppa UEFA con gli austriaci.

#### Il ritorno allo Jablonec e i primi due titoli di capocannoniere
Il 30 luglio 2008 ritorna allo Jablonec. Esordisce con la squadra il 2 agosto 2008 in Zlín-Jablonec 0-1, subentrando ad Andrej Hesek nei minuti finali. Si sblocca alla quarta giornata di campionato contro il Sigma Olomouc (1-1). Il 24 novembre realizza il gol decisivo nella sfida contro lo Sparta Praga. Chiude la stagione con 10 gol.
Nella 1. liga 2009-2010, il club sfiora il titolo, arrivando al secondo posto dietro lo Sparta Praga e precedendo il Baník Ostrava, scavalcato all'ultima giornata. In Coppa, Lafata trasporta con i suoi gol lo Jablonec fino alla finale, persa contro il Viktoria Plzeň nonostante la rete della seconda punta bianco-verde (1-2). Lafata realizza 11 reti e sfiora il titolo di capocannoniere del campionato, vinto da Michal Ordoš con 12 marcature.
Nell'annata seguente, la partenza dell'attaccante Tomáš Pekhart - andato allo Sparta Praga - coincide con l'esplosione dell'attaccante di České Budějovice: nella seconda metà della stagione firma tre triplette contro Slovan Liberec (3-0),, Hradec Králové (7-0) e Dynamo České Budějovice (5-0). A fine anno supera l'ex compagno di squadra Pekhart e vince il titolo di capocannoniere del torneo con 19 centri.
Nella stagione 2011-2012, Lafata si sblocca anche in campo europeo, realizzando due gol al Flamurtari Valona (0-2), in Europa League. Al termine della stagione vanta 25 reti in 28 giornate di campionato - tra cui un paio di triplette a Baník Ostrava (4-0) e České Budějovice (1-5) in campionato - che gli valgono il secondo titolo consecutivo di miglior realizzatore del campionato ceco.
Con la maglia dello Jablonec ha totalizzato 130 presenze e 78 marcature in campionato.

#### Sparta Praga
L'11 gennaio 2013, Lafata firma fino a giugno 2016 con lo Sparta Praga. Debutta con i granata il 14 febbraio 2013 in Europa League contro il Chelsea (1-0), realizzando una rete nell'incontro di ritorno, conclusosi 1-1. Il 24 febbraio 2013 esordisce anche in campionato contro lo Slovácko (4-0) e si sblocca realizzando due reti alla Dynamo České Budějovice (2-0). Sigla una tripletta contro il Mladá Boleslav (4-0) e a fine stagione conta 12 incontri di campionato e 7 reti con lo Sparta Praga. Per il terzo anno consecutivo Lafata ottiene il titolo di capocannoniere del campionato mettendo a segno 20 reti in 28 sfide.
Il 18 luglio 2013 Lafata mette a segno due reti nella partita d'andata in Europa League contro l'Häcken (2-2) che passa il turno vincendo la sfida di ritorno. A fine anno il club granata vince la coppa nazionale battendo in finale il Viktoria Pilsen (1-1, 8-7 ai rigori). In campionato Lafata realizza 16 marcature, 2 in meno rispetto al compagno di squadra Josef Hušbauer, che diviene il miglior marcatore del torneo.
Il 15 luglio 2014, mette a segno cinque reti nella partita di andata dei preliminari di Champions League contro gli estoni del Levadia Tallinn, terminata 7-0. Due settimane più tardi, si riconferma decisivo firmando la tripletta che consente allo Sparta Praga di sconfiggere il Malmö FF per 4-2, nell'andata del penultimo turno preliminare della competizione, portando il suo bottino personale a 8 reti, in soli due turni. Retrocesso in Europa League, lo Sparta Praga arriva alla fase a gironi: Lafata segna cinque gol, due contro lo Young Boys (3-1) e due contro lo Slovan Bratislava (4-0). I cechi conquistano 10 punti in un girone comprendente anche il Napoli, terminando al terzo posto nel raggruppamento dietro a Napoli (13) e Young Boys (12) nonostante i 10 punti conquistati. Con 13 gol realizzati in 12 sfide si rivela essere il miglior marcatore stagionale nelle competizioni UEFA per club. In campionato firma 20 realizzazioni, vince il suo quarto titolo di capocannoniere ed eguaglia il record di Horst Siegl.
Il 14 maggio 2015, nell'ultima giornata di campionato contro il Vysocina Jihlava, segna tutte e cinque le reti della partita nel 5-0 finale, portandosi a quota 20 gol che gli consentono di aggiudicarsi il quinto titolo di miglior marcatore del campionato ceco in sei anni, superando all'ultimo turno lo slovacco Michal Ďuriš (16). Con questo quinto successo personale, Lafata stacca il connazionale Siegl, che aveva vinto il titolo di capocannoniere in quattro edizioni. Nel marzo 2016, ottiene 366 voti nella corsa per il titolo di calciatore ceco dell'anno, arrivando in seconda posizione dietro al portiere Petr Čech (649 voti). Nella stagione 2016-2017, Lafata arriva a 15 reti in campionato: appaia Milan Škoda ed è eletto per la sesta volta miglior realizzatore del campionato ceco.

### Nazionale
Si fa notare tra le Nazionali minori della Repubblica Ceca. Gioca alcune partite del Mondiale Under-20 del 2001, nella quale la Nazionale ceca viene esclusa ai quarti dal Paraguay per 1-0. Gioca una sola partita del girone di qualificazione per i Mondiali 2010 in Sudafrica, contro la Slovacchia, nella quale entra a pochi minuti dalla fine (partita persa per 2-1). L'8 giugno 2012 esordisce agli Europei nella partita contro la Russia (4-1) sostituendo Milan Baroš all'85'. Convocato per gli Europei 2016 in Francia, scende in campo in due occasioni.

## Statistiche

### Presenze e reti nei club
Tra club, Nazionale maggiore e Nazionali giovanili, Lafata ha giocato globalmente 650 partite segnando 274 reti, alla media di 0,43 gol a partita.
Statistiche aggiornate al 26 maggio 2018.
| Stagione                | Squadra                 | Campionato              | Campionato | Campionato | Coppe nazionali | Coppe nazionali | Coppe nazionali | Coppe internazionali | Coppe internazionali | Coppe internazionali | Altre coppe | Altre coppe | Altre coppe | Totale | Totale |
| Stagione                | Squadra                 | Comp                    | Pres       | Reti       | Comp            | Pres            | Reti            | Comp                 | Pres                 | Reti                 | Comp        | Pres        | Reti        | Pres   | Reti   |
| ----------------------- | ----------------------- | ----------------------- | ---------- | ---------- | --------------- | --------------- | --------------- | -------------------- | -------------------- | -------------------- | ----------- | ----------- | ----------- | ------ | ------ |
| 1999-2000               | České Budějovice        | 1L                      | 17         | 0          | CR              | ?               | ?               | -                    | -                    | -                    | -           | -           | -           | 17     | 0      |
| 2000-2001               | České Budějovice        | 1L                      | 12         | 0          | CR              | ?               | ?               | -                    | -                    | -                    | -           | -           | -           | 12     | 0      |
| lug.-dic. 2001          | České Budějovice        | 2L                      | 14         | 7          | CR              | ?               | ?               | -                    | -                    | -                    | -           | -           | -           | 14     | 7      |
| gen.-giu. 2002          | Vysočina Jihlava        | 2L                      | 5          | 1          | CR              | ?               | ?               | -                    | -                    | -                    | -           | -           | -           | 5      | 1      |
| 2002-2003               | České Budějovice        | 1L                      | 26         | 8          | CR              | ?               | ?               | -                    | -                    | -                    | -           | -           | -           | 26     | 8      |
| 2003-2004               | České Budějovice        | 1L                      | 29         | 14         | CR              | ?               | ?               | -                    | -                    | -                    | -           | -           | -           | 29     | 14     |
| 2004-2005               | České Budějovice        | 1L                      | 25         | 5          | CR              | ?               | ?               | -                    | -                    | -                    | -           | -           | -           | 25     | 5      |
| Totale České Budějovice | Totale České Budějovice | Totale České Budějovice | 123        | 34         |                 | ?               | ?               |                      | -                    | -                    |             | -           | -           | 123    | 34     |
| lug.-dic. 2005          | Skoda Xanthi            | AE                      | 9          | 0          | CG              | ?               | ?               | CU                   | 0                    | 0                    | -           | -           | -           | 9      | 0      |
| gen.-giu. 2006          | Jablonec                | 1L                      | 14         | 3          | CR              | ?               | ?               | -                    | -                    | -                    | -           | -           | -           | 14     | 3      |
| 2006-2007               | Jablonec                | 1L                      | 17         | 7          | CR              | ?               | ?               | -                    | -                    | -                    | -           | -           | -           | 17     | 7      |
| lug.-dic. 2007          | Austria Vienna          | BL                      | 13         | 1          | CA              | ?               | ?               | CU                   | 0                    | 0                    | -           | -           | -           | 13     | 1      |
| 2007-2008               | Austria Vienna          | BL                      | 22         | 5          | -               | -               | -               | CU                   | 7                    | 0                    | -           | -           | -           | 29     | 5      |
| lug.-ago. 2008          | Austria Vienna          | BL                      | 1          | 0          | CA              | 0               | 0               | -                    | -                    | -                    | -           | -           | -           | 1      | 0      |
| Totale Austria Vienna   | Totale Austria Vienna   | Totale Austria Vienna   | 36         | 6          |                 | ?               | ?               |                      | 7                    | 0                    |             | -           | -           | 43     | 6      |
| ago. 2008-giu. 2009     | Jablonec                | 1L                      | 30         | 10         | CR              | ?               | ?               | -                    | -                    | -                    | -           | -           | -           | 30     | 10     |
| 2009-2010               | Jablonec                | 1L                      | 27         | 11         | CR              | 5               | 3               | -                    | -                    | -                    | -           | -           | -           | 33     | 14     |
| 2010-2011               | Jablonec                | 1L                      | 29         | 19         | CR              | 4               | 3               | UEL                  | 2                    | 0                    | -           | -           | -           | 35     | 22     |
| 2011-2012               | Jablonec                | 1L                      | 28         | 25         | CR              | 6               | 3               | UEL                  | 4                    | 3                    | -           | -           | -           | 38     | 31     |
| lug.-dic. 2012          | Jablonec                | 1L                      | 16         | 13         | CR              | 1               | 2               | -                    | -                    | -                    | -           | -           | -           | 17     | 15     |
| Totale Jablonec         | Totale Jablonec         | Totale Jablonec         | 161        | 88         |                 | 16+             | 11+             |                      | 6                    | 3                    |             | -           | -           | 183+   | 102+   |
| gen.-giu. 2013          | Sparta Praga            | 1L                      | 12         | 7          | CR              | 2               | 0               | UEL                  | 2                    | 1                    | -           | -           | -           | 16     | 8      |
| 2013-2014               | Sparta Praga            | 1L                      | 30         | 16         | CR              | 6               | 2               | UEL                  | 2                    | 2                    | -           | -           | -           | 38     | 20     |
| 2014-2015               | Sparta Praga            | 1L                      | 30         | 20         | CR              | 2               | 0               | UCL+UEL              | 4+7                  | 8+5                  | SRC         | 1           | 1           | 45     | 34     |
| 2015-2016               | Sparta Praga            | 1L                      | 26         | 20         | CR              | 3               | 2               | UCL+UEL              | 1+11                 | 0+5                  | -           | -           | -           | 40     | 27     |
| 2016-2017               | Sparta Praga            | 1L                      | 28         | 15         | CR              | 2               | 0               | UCL+UEL              | 2+8                  | 0+2                  | -           | -           | -           | 40     | 17     |
| 2017-2018               | Sparta Praga            | 1L                      | 22         | 5          | -               | -               | -               | UEL                  | 2                    | 0                    | -           | -           | -           | 24     | 5      |
| Totale Sparta Praga     | Totale Sparta Praga     | Totale Sparta Praga     | 148        | 83         |                 | 15              | 4               |                      | 39                   | 23                   |             | 1           | 1           | 203    | 111    |
| Totale carriera         | Totale carriera         | Totale carriera         | 482        | 212        |                 | 31+             | 15+             |                      | 52                   | 26                   |             | 1           | 1           | 566+   | 254+   |

### Cronologia presenze e reti in Nazionale
| Cronologia completa delle presenze e delle reti in nazionale ― Rep. Ceca | Cronologia completa delle presenze e delle reti in nazionale ― Rep. Ceca | Cronologia completa delle presenze e delle reti in nazionale ― Rep. Ceca | Cronologia completa delle presenze e delle reti in nazionale ― Rep. Ceca | Cronologia completa delle presenze e delle reti in nazionale ― Rep. Ceca | Cronologia completa delle presenze e delle reti in nazionale ― Rep. Ceca | Cronologia completa delle presenze e delle reti in nazionale ― Rep. Ceca | Cronologia completa delle presenze e delle reti in nazionale ― Rep. Ceca |
| Data                                                                     | Città                                                                    | In casa                                                                  | Risultato                                                                | Ospiti                                                                   | Competizione                                                             | Reti                                                                     | Note                                                                     |
| ------------------------------------------------------------------------ | ------------------------------------------------------------------------ | ------------------------------------------------------------------------ | ------------------------------------------------------------------------ | ------------------------------------------------------------------------ | ------------------------------------------------------------------------ | ------------------------------------------------------------------------ | ------------------------------------------------------------------------ |
| 2-9-2006                                                                 | Teplice                                                                  | Rep. Ceca                                                                | 2 – 1                                                                    | Galles                                                                   | Qual. Euro 2008                                                          | 2                                                                        | 75’                                                                      |
| 7-10-2006                                                                | Liberec                                                                  | Rep. Ceca                                                                | 7 – 0                                                                    | San Marino                                                               | Qual. Euro 2008                                                          | -                                                                        | 46’                                                                      |
| 15-11-2006                                                               | Praga                                                                    | Rep. Ceca                                                                | 1 – 1                                                                    | Danimarca                                                                | Amichevole                                                               | -                                                                        | 46’                                                                      |
| 7-2-2007                                                                 | Bruxelles                                                                | Belgio                                                                   | 0 – 2                                                                    | Rep. Ceca                                                                | Amichevole                                                               | -                                                                        | 87’                                                                      |
| 1-4-2009                                                                 | Praga                                                                    | Rep. Ceca                                                                | 1 – 2                                                                    | Slovacchia                                                               | Qual. Mondiali 2010                                                      | -                                                                        | 84’                                                                      |
| 5-6-2009                                                                 | Jablonec nad Nisou                                                       | Rep. Ceca                                                                | 1 – 0                                                                    | Malta                                                                    | Amichevole                                                               | -                                                                        | 46’                                                                      |
| 22-5-2010                                                                | Harrison                                                                 | Rep. Ceca                                                                | 1 – 2                                                                    | Turchia                                                                  | Amichevole                                                               | -                                                                        | 62’                                                                      |
| 25-5-2010                                                                | East Hartford                                                            | Stati Uniti                                                              | 2 – 4                                                                    | Rep. Ceca                                                                | Amichevole                                                               | -                                                                        | 67’                                                                      |
| 11-8-2010                                                                | Liberec                                                                  | Rep. Ceca                                                                | 4 – 1                                                                    | Lettonia                                                                 | Amichevole                                                               | -                                                                        | 62’                                                                      |
| 29-3-2011                                                                | České Budějovice                                                         | Rep. Ceca                                                                | 2 – 0                                                                    | Liechtenstein                                                            | Qual. Euro 2012                                                          | -                                                                        | 59’                                                                      |
| 4-6-2011                                                                 | Matsumoto                                                                | Rep. Ceca                                                                | 0 – 0                                                                    | Perù                                                                     | Amichevole                                                               | -                                                                        | 78’                                                                      |
| 7-6-2011                                                                 | Yokohama                                                                 | Giappone                                                                 | 0 – 0                                                                    | Rep. Ceca                                                                | Amichevole                                                               | -                                                                        | 66’                                                                      |
| 10-8-2011                                                                | Oslo                                                                     | Norvegia                                                                 | 3 – 0                                                                    | Rep. Ceca                                                                | Amichevole                                                               | -                                                                        | 77’                                                                      |
| 6-9-2011                                                                 | Praga                                                                    | Rep. Ceca                                                                | 4 – 0                                                                    | Ucraina                                                                  | Amichevole                                                               | -                                                                        | 58’                                                                      |
| 11-11-2011                                                               | Praga                                                                    | Rep. Ceca                                                                | 2 – 0                                                                    | Montenegro                                                               | Qual. Euro 2012                                                          | -                                                                        | 90’                                                                      |
| 29-2-2012                                                                | Dublino                                                                  | Irlanda                                                                  | 1 – 1                                                                    | Rep. Ceca                                                                | Amichevole                                                               | -                                                                        | 59’                                                                      |
| 26-5-2012                                                                | Hartberg                                                                 | Rep. Ceca                                                                | 2 – 1                                                                    | Israele                                                                  | Amichevole                                                               | 1                                                                        | 65’                                                                      |
| 1-6-2012                                                                 | Praga                                                                    | Rep. Ceca                                                                | 1 – 2                                                                    | Ungheria                                                                 | Amichevole                                                               | -                                                                        | 79’                                                                      |
| 8-6-2012                                                                 | Cracovia                                                                 | Russia                                                                   | 4 – 1                                                                    | Rep. Ceca                                                                | Euro 2012 - 1º turno                                                     | -                                                                        | 86’                                                                      |
| 15-8-2012                                                                | Leopoli                                                                  | Ucraina                                                                  | 0 – 0                                                                    | Rep. Ceca                                                                | Amichevole                                                               | -                                                                        | 57’                                                                      |
| 11-9-2012                                                                | Teplice                                                                  | Rep. Ceca                                                                | 0 – 1                                                                    | Finlandia                                                                | Amichevole                                                               | -                                                                        | 46’                                                                      |
| 12-10-2012                                                               | Plzeň                                                                    | Rep. Ceca                                                                | 3 – 1                                                                    | Malta                                                                    | Qual. Mondiali 2014                                                      | -                                                                        | 82’                                                                      |
| 16-10-2012                                                               | Praga                                                                    | Rep. Ceca                                                                | 0 – 0                                                                    | Bulgaria                                                                 | Qual. Mondiali 2014                                                      | -                                                                        | 80’                                                                      |
| 14-11-2012                                                               | Olomouc                                                                  | Rep. Ceca                                                                | 3 – 0                                                                    | Slovacchia                                                               | Amichevole                                                               | 2                                                                        |                                                                          |
| 6-2-2013                                                                 | Manisa                                                                   | Turchia                                                                  | 0 – 2                                                                    | Rep. Ceca                                                                | Amichevole                                                               | 1                                                                        | 63’                                                                      |
| 22-3-2013                                                                | Olomouc                                                                  | Rep. Ceca                                                                | 0 – 3                                                                    | Danimarca                                                                | Qual. Mondiali 2014                                                      | -                                                                        |                                                                          |
| 26-3-2013                                                                | Erevan                                                                   | Armenia                                                                  | 0 – 3                                                                    | Rep. Ceca                                                                | Qual. Mondiali 2014                                                      | -                                                                        | 74’                                                                      |
| 11-10-2013                                                               | Ta' Qali                                                                 | Malta                                                                    | 1 – 4                                                                    | Rep. Ceca                                                                | Qual. Mondiali 2014                                                      | 1                                                                        | 85’                                                                      |
| 15-10-2013                                                               | Sofia                                                                    | Bulgaria                                                                 | 0 – 1                                                                    | Rep. Ceca                                                                | Qual. Mondiali 2014                                                      | -                                                                        | 90’                                                                      |
| 5-3-2014                                                                 | Praga                                                                    | Rep. Ceca                                                                | 2 – 2                                                                    | Norvegia                                                                 | Amichevole                                                               | -                                                                        | 46’                                                                      |
| 9-9-2014                                                                 | Praga                                                                    | Rep. Ceca                                                                | 2 – 1                                                                    | Paesi Bassi                                                              | Qual. Euro 2016                                                          | -                                                                        | 72’                                                                      |
| 10-10-2014                                                               | Istanbul                                                                 | Turchia                                                                  | 1 – 2                                                                    | Rep. Ceca                                                                | Qual. Euro 2016                                                          | -                                                                        | 84’                                                                      |
| 13-10-2014                                                               | Astana                                                                   | Kazakistan                                                               | 2 – 4                                                                    | Rep. Ceca                                                                | Qual. Euro 2016                                                          | 1                                                                        | 79’                                                                      |
| 16-11-2014                                                               | Plzeň                                                                    | Rep. Ceca                                                                | 2 – 1                                                                    | Islanda                                                                  | Qual. Euro 2016                                                          | -                                                                        | 82’                                                                      |
| 28-3-2015                                                                | Praga                                                                    | Rep. Ceca                                                                | 1 – 1                                                                    | Lettonia                                                                 | Qual. Euro 2016                                                          | -                                                                        | 81’                                                                      |
| 3-9-2015                                                                 | Plzeň                                                                    | Rep. Ceca                                                                | 2 – 1                                                                    | Kazakistan                                                               | Qual. Euro 2016                                                          | -                                                                        |                                                                          |
| 10-10-2015                                                               | Praga                                                                    | Rep. Ceca                                                                | 0 – 2                                                                    | Turchia                                                                  | Qual. Euro 2016                                                          | -                                                                        |                                                                          |
| 27-5-2016                                                                | Kufstein                                                                 | Rep. Ceca                                                                | 6 – 0                                                                    | Malta                                                                    | Amichevole                                                               | 1                                                                        | 46’                                                                      |
| 1-6-2016                                                                 | Innsbruck                                                                | Rep. Ceca                                                                | 2 – 1                                                                    | Russia                                                                   | Amichevole                                                               | -                                                                        | 46’                                                                      |
| 13-6-2016                                                                | Tolosa                                                                   | Spagna                                                                   | 1 – 0                                                                    | Rep. Ceca                                                                | Euro 2016 - 1º turno                                                     | -                                                                        | 75’                                                                      |
| 17-6-2016                                                                | Saint-Etienne                                                            | Rep. Ceca                                                                | 2 – 2                                                                    | Croazia                                                                  | Euro 2016 - 1º turno                                                     | -                                                                        | 67’                                                                      |
| Totale                                                                   |                                                                          | Presenze                                                                 | 41                                                                       |                                                                          | Reti                                                                     | 9                                                                        |                                                                          |

### Record
- Calciatore ad aver fatto più gol (25) nella 1. liga in un'unica stagione (2011-2012).
- Unico calciatore ad aver vinto la classifica marcatori della 1. liga per sei volte (2011, 2012, 2013, 2015, 2016 e 2017).
- Unico calciatore ad andare in doppia cifra per nove stagioni consecutive nella 1. liga.
- Calciatore con il maggior numero di gol (198) nella 1. liga.

#### Con lo Sparta Praga
- Calciatore con il maggior numero di gol (24) in tutte le competizioni UEFA per club.[17]
- Calciatore con più marcature segnate in una singola stagione nelle competizioni UEFA per club con 13 gol (2014-2015).
- Calciatore con più marcature segnate in una singola edizione nella UEFA Champions League con 8 gol (2014-2015).

## Palmarès

### Club
- Druhá Liga: 1

Dynamo České Budějovice: 2001-2002
- Coppa d'Austria: 1

Austria Vienna: 2006-2007
- Campionato ceco: 1

Sparta Praga: 2013-2014
- Coppa della Repubblica Ceca: 1

Sparta Praga: 2013-2014
- Supercoppa della Repubblica Ceca: 1

Sparta Praga: 2014

### Individuale
- Capocannoniere della 1. liga: 6

2010-2011 (19 gol), 2011-2012 (25 gol), 2012-2013 (20 gol), 2014-2015 (20 gol), 2015-2016 (20 gol) 2016-2017 (15 gol, a pari merito con Milan Škoda)
- Calciatore ceco dell'anno: 1

2014
- Personalità ceca dell'anno: 1

2014
- Pallone d'oro ceco: 1

2015